# Anatemnus megasoma
Anatemnus megasoma är en spindeldjursart som först beskrevs av Daday 1897.  Anatemnus megasoma ingår i släktet Anatemnus och familjen Atemnidae. Inga underarter finns listade i Catalogue of Life.